# İsmail Güzel
İsmail Güzel (ur. 14 kwietnia 1986) – turecki zapaśnik walczący w stylu klasycznym. Brązowy medalista mistrzostw świata w 2006. Triumfator mistrzostw Europy w 2006 i trzeci w 2007. Brązowy medalista mistrzostw śródziemnomorskich w 2010. Akademicki wicemistrz świata w 2014. Trzeci w Pucharze Świata w 2007. Mistrz świata juniorów w 2006 i Europy w 2005 i 2006 roku.